# خميني شهر
خميني شهر : هي مدينة إيرانية تابعة لمحافظة أصفهان. كانت تسمى «سده» ولكن في عام 1930 تغير اسمها إلى «همايون شهر»، وبعد انتصار الثورة الإسلامية الإيرانية سميت «خميني شهر» أي «مدينة الخميني».
مدينة واصمة مقاطعة خميني شهر محافظة أصفهان، إيران. في تعداد عام 2006 كان عدد سكانها 218.737 نسمة في 57551 أسرة.
أصبحت خميني شهر الآن جزءًا من منطقة العاصمة أصفهان. كانت البلدة تُعرف في الأصل باسم «سيده». في الثلاثينيات من القرن الماضي، تم تغيير الاسم إلى «هومايونشهر». بعد الثورة الإيرانية عام 1979، أعيدت تسمية المدينة مرة أخرى إلى خميني شهر (بمعنى «مدينة الخميني») تكريماً ل آية الله الخميني. استمر السكان المحليون في الإشارة إلى المدينة باسم «سيده». كانت هناك جهود مستمرة لإعادة تسمية المدينة إلى اسمها التاريخي مهربين.

## التاريخ
من الشائع أن الاسم الأصلي Sedeh (بالفارسية: سده) مشتق من "Seh-dedge"، أي «ثلاث قلاع» في  فارسي، (تعني «قلعة»)، ويرتبط بتكوين المدينة من خلال نمو ثلاث قلاع متجاورة. القلاع الثلاثة الرئيسية فيكوهان دج وغار دج و Dedge (يُطلق عليها محليًا كوهان dedge غار دار).
من الشائع الاعتقاد بأن "Seh-dedge" كانت قاعدة عسكرية الساسانية ومدفأة قديمة («عطاش غاه») على قمة الجبل بالقرب من المدينة.
قرى خوزان الرئيسية الثلاث (المعروفة محليًا خيزون)، فروشان (أصل فروشان كان "باريشان" "(باري (ملاك) + فوشان (وجه) وفارنوسفديران (فينيسفوهون) تبقى أجزاء محددة من المدينة. ومع ذلك هناك في الواقع خمس قرى سابقة تشكل أجزاء محددة من المدينة. وقد أدى هذا إلى الحجة القائلة بأن الاسم قد يكون مرتبطًا بمهرجان "سديه" الفارسي القديم.
حدث تغيير الاسم إلى هومايونشهر في عهد رضا شاه بهلوي. الاسم يعني حرفيًا «المدينة الميمونة أو المهيبة»، لكن هومايون كان أيضًا لقبًا للشاه ولذا كان يُنظر إلى الاسم على أنه مرتبط بـ سلالة بهلوي. وهكذا بعد  ثورة 1979 أعيدت تسمية المدينة مرة أخرى، هذه المرة لتُطلق عليها اسم آية الله الخميني زعيم الثورة.

### عهد الخميني شهر
تأثرت العديد من الأحداث التاريخية للخميني شهر بالأحداث التي وقعت في أصفهان. ومع ذلك، فإن العصور القديمة التاريخية لهذه المنطقة تعود إلى العصر الساساني، ويبدو أن القلعة القديمة التي تقع في الطريق إلى أصفهان، كانت عاصمة الساسانيين. في العصر الإسلامي، كانت هذه المنطقة أيضًا مهمة جدًا، ووجود مسجد كبير كبير في زقاق خوزان يدل على أنها كانت مدينة في الماضي. لأن المسجد الحرام سمة حضرية ولا تملكها القرى. في غزو محمد أفغاني لأصفهان، ثابر أهل القرن بشجاعة واستولوا على عدد كبير من جنود محمود.
المسافة بين مدينة (الخميني شهر) وأصفهان 8 كم. تقع مدينة الخميني شهر في غرب محافظة أصفهان وتقتصر على مدينتي برخار وميمة في الشمال ومدينة فلافارجان في الجنوب ومدينة أصفهان في الشرق ومدينة نجف آباد في الغرب. هذه المدينة هي واحدة من أكثر المناطق متعة وازدهارا في محافظة أصفهان. يروي نهر زايندهرود تربتها وجميع مجاريها مليئة بالمياه. بالإضافة إلى ذلك، فإن لديها تسوسًا مهمًا، مما جعل ثلاثة أرباع تراب المدينة عبارة عن بساتين كبيرة وربع حقولها.
تمر مادة «قميش» عبر الأراضي الجنوبية للمدينة ولأنها متصلة بالينابيع عند نقطة الانفصال عن النهر، فإن مياهها لا تنفد أبدًا.
منذ أن تم تشكيل الخميني شهر من ثلاثين اسمًا تسمى خوزان وفوروش وفرنوسفادران، تم تسميتها (ثلاثة عشرة) والتي أعيدت تسميتها تدريجياً هيمايونشهر ثم الخميني شهر بسبب توسع هذه القرى وارتباطها ببعضها البعض.

### الأقسام والأحياء
فيرانسفادران (بما في ذلك أحياء غارسيلي وزغ آباد أو زوغا وبالوغان وغاردر وكوشكباي)
خوزان (بما في ذلك أحياء كو بارز أو كو بازم أو كوين الزار، فاتحباد، جعفر أباد، درب محكمه، كوهاندج وشمس آباد)
الباعة (بما في ذلك أحياء ديميتريان، الباب العلوي للموتى، جوادية أو العم فضلجة، باب السيد، قلعة أغا، لدرة، الحي الجديد، ساربول)
- أندوان
- أدريان
- هيريستان
- قرتمان (كورتمان)
- فازيش
- جوي أباد
- کندندژ
- داسترد قدادة
- اسفريز
- ماذا
- تيرانشي
- جناح
- أصغر أباد
- قلعة العامرية

تشمل الأقسام الجديدة
بلدة المنزارية
- القيمية (مسلخ سابق)
- سكن موظفي الجامعة التكنولوجية (باقر العلوم)
- من بين الأقسام الصناعية وورش العمل، يمكن ذكر ما يلي:
- المنطقة الصناعية بدشخ
- منطقة كوكوتشي (جبل صغير)
- المدينة الصناعية الالكترونية

### الجامعة
تعد جامعة آزاد الإسلامية في خمينشهر من أكثر الجامعات الإيرانية الواعدة في مختلف المجالات، وخاصة في  الميكانيكية
تم تصنيف جامعة أصفهان للتكنولوجيا (IUT) كواحدة من أفضل الجامعات في إيران.
تحتوي المدينة على العديد من المباني التاريخية وهي مكان جيد لاستقبال السياح. أحد أجمل المباني التاريخية هو منزل سارتيب الذي يقع في وسط المدينة.

## المناخ
مناخها معتدل وجاف. أعلى درجة حرارة في الصيف 39 درجة فوق الصفر وأدنى درجة حرارة في الشتاء 8 درجات تحت الصفر.

## الزراعة
تزرع الفواكه والمنتجات المطحونة مثل القمح والشعير والخيار والبطيخ والبقوليات والتبغ في المدينة، وتشتهر بعض الأصناف مثل البطيخ الربيعي والأجنحة والعنب والكرز ونصرباد والجورتان وتشابهها في أماكن أخرى. لم يتم العثور على.

## أعلام
- أصغر فرهادي

## وصلات خارجية
- الموقع الرسمي لمدينة خميني شهر (بالفارسية)